# Ferrari SF15-T
La Ferrari SF15-T (codice interno 666) è la sessantunesima monoposto costruita dalla casa automobilistica Ferrari per partecipare al campionato mondiale di Formula 1 2015.
È stata presentata ufficialmente il 30 gennaio 2015 sul sito ufficiale della Scuderia Ferrari.
I piloti sono il 4 volte iridato Sebastian Vettel (5), che va a prendere il posto di Fernando Alonso (passato alla McLaren) e il campione del Mondo 2007 Kimi Räikkönen (7), già a Maranello dall'anno precedente.

## Livrea
La livrea è leggermente diversa da quella del 2014. Sul cofano motore il nero è meno esteso e lambisce le sole parti terminale e superiore, quest'ultima contrassegnata da un sottile tricolore italiano. Il logo FIAT ora non è più presente (sostituito dalla nuova versione dello stemma Alfa Romeo situato sulla parte bassa del cofano motore) e durante la stagione lo spazio vuoto viene sostituito dal logo Mahle (in Canada). Sull'ala anteriore viene modificato il logo Santander, ora più piccolo e scritto per intero insieme al marchio. Appaiono anche i loghi Claro (inizialmente sulle sospensioni, poco dopo sopra le bocche delle pance) e Telcel in fondo alle bandelle delle ali posteriori.
Per il Gran Premio del Belgio, in occasione del 900º Gran Premio di Formula 1 disputato dalla Scuderia Ferrari, sul muso delle SF15-T viene applicato un logo celebrativo recante la scritta «900 GRAND PRIX».

## Carriera agonistica

### Test
La SF15-T debutta nelle prime prove collettive prestagionali di Jerez, dal 1º al 4 febbraio 2015: in questi test la vettura ottiene il miglior tempo per tre giorni su quattro.

### Stagione 2015
Nelle prime gare della stagione la monoposto di Maranello si dimostra l'unica in grado di contendere la vittoria alle Mercedes di Lewis Hamilton e Nico Rosberg. Dopo aver ottenuto un terzo posto nell'inaugurale Gran Premio d'Australia, Sebastian Vettel conquista la vittoria nel Gran Premio della Malesia grazie ad una buona strategia di gara e al caldo afoso che esalta le doti di gestione degli pneumatici della vettura. Tale successo spezza il digiuno di vittorie risalente al maggio 2013, quando Fernando Alonso aveva vinto il Gran Premio di Spagna.

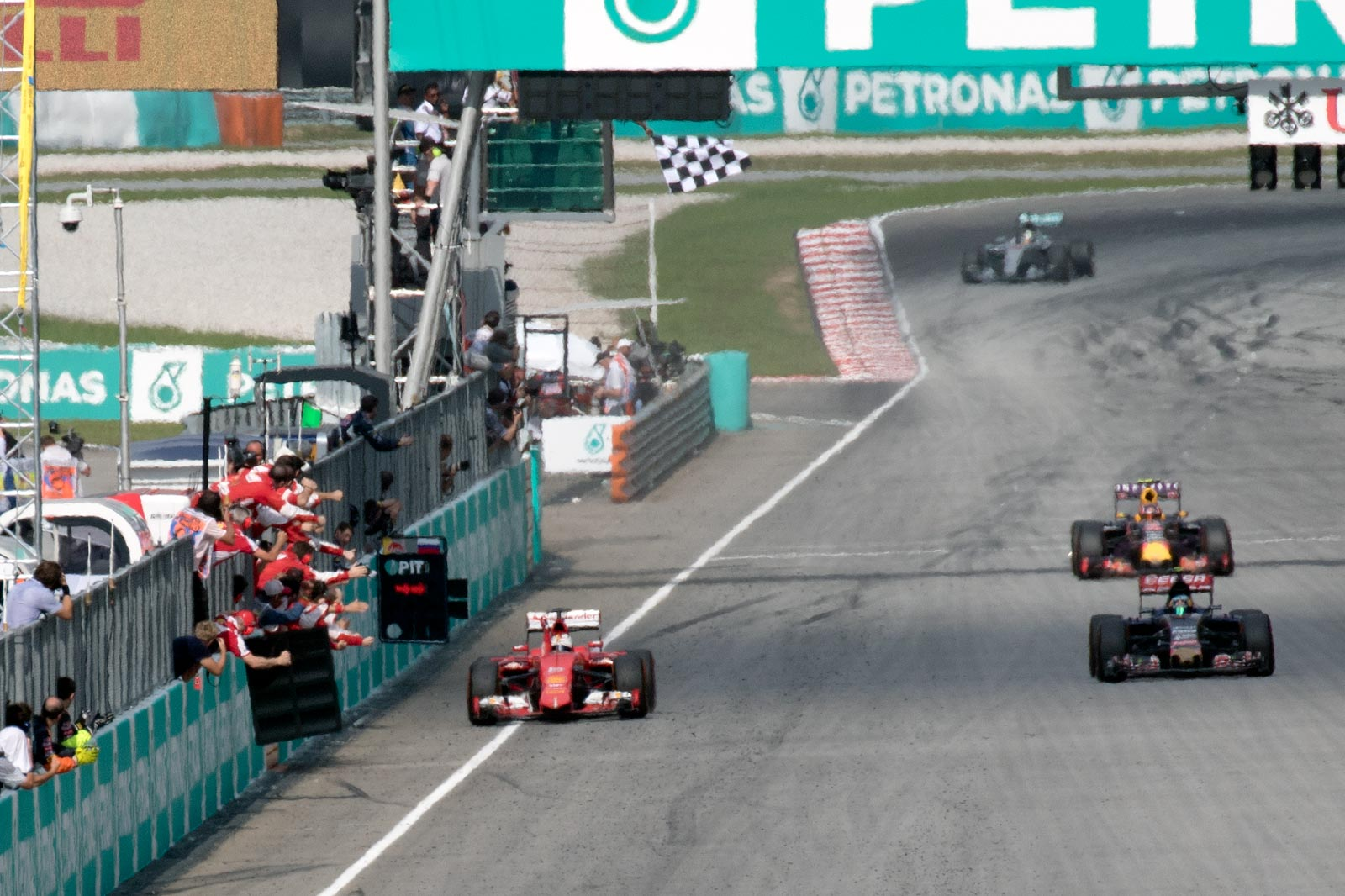
Vettel taglia vittorioso la linea del traguardo al termine del Gran Premio della Malesia, cogliendo il suo primo successo alla guida di una Ferrari.

Vettel giunge nuovamente terzo in Cina, mentre nel successivo Gran Premio del Bahrein è Kimi Räikkönen a salire sul podio chiudendo in seconda posizione. Seguono altri due podi per Vettel, che arriva terzo in Spagna e secondo nel Principato di Monaco. Nel Gran Premio di Gran Bretagna, dopo due battute a vuoto, la Ferrari n. 5 torna sul gradino più basso del podio.
In Ungheria le rosse di Maranello si rendono autrici di un'ottima partenza sopravanzando le Frecce d'argento e conducendo la corsa fino al quarantaduesimo giro, quando il finlandese viene costretto al ritiro per problemi all'MGU-K. Vettel invece ottiene la seconda vittoria stagionale e il quarantunesimo successo in carriera che gli consente di eguagliare il record di Ayrton Senna.
Decisamente meno esaltante è la prova successiva: sul veloce circuito di Spa infatti i due alfieri del Cavallino si qualificano in nona e in quattordicesima posizione (con il finlandese penalizzato da un problema al cambio). In gara la difficoltà nel tenere il passo dei motorizzati Mercedes spinge la Ferrari a tentare una strategia ad una sola sosta per Vettel. Questi risale in terza posizione e resiste agli attacchi di Grosjean fino al penultimo giro, quando lo scoppio dello pneumatico posteriore destro sul rettilineo del Kemmel lo costringe ad un mesto ritiro. Viene comunque classificato dodicesimo, avendo percorso il 90% della distanza complessiva. Räikkönen invece, dopo essere stato penalizzato di altre due posizioni per la sostituzione della Power Unit, riesce a risalire lo schieramento e a concludere in settima posizione, a 55 secondi dal vincitore della corsa.

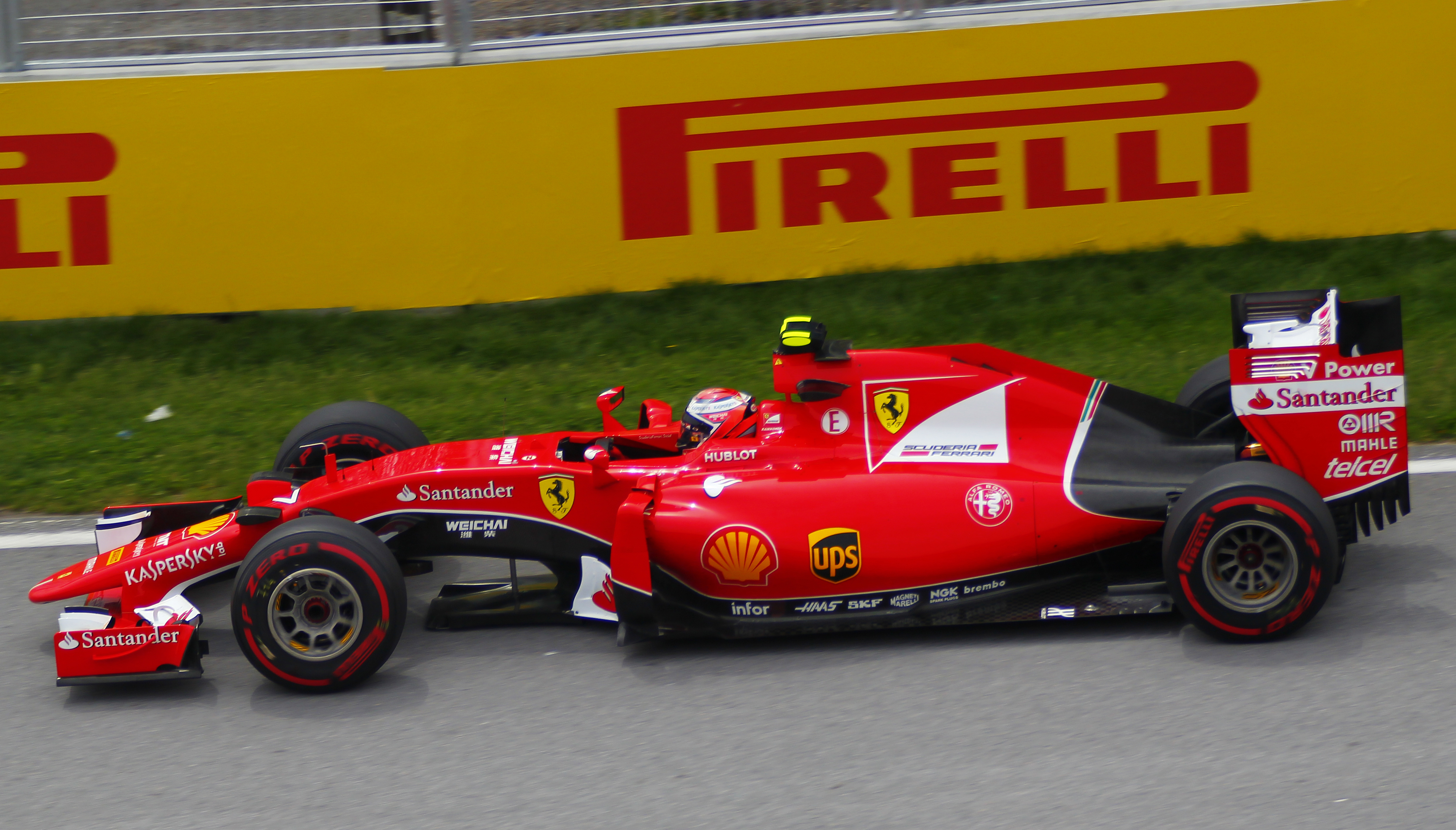
Vista laterale della SF15-T di Räikkönen impegnata nel Gran Premio del Canada

A Monza, dodicesimo appuntamento stagionale, il debutto della quarta Power Unit consente alle rosse di ottenere il secondo e il terzo posto in qualifica. Allo scattare dei semafori, tuttavia, Räikkönen resta bloccato sulla propria piazzola, ritrovandosi in pochi secondi in coda al gruppo. Arriverà quinto dopo una lunga rimonta. Vettel dal canto suo conquista un ottimo secondo posto, ma il passo gara della sua monoposto non è sufficiente per colmare il distacco con il leader della gara, Hamilton, che chiude in prima posizione con 25 secondi di vantaggio.
Nella gara successiva, a Singapore, Vettel e la Ferrari dominano incontrastati il weekend. Dopo aver ottenuto la pole position con un margine di mezzo secondo su Ricciardo, il tedesco s'invola verso la terza vittoria stagionale dopo una corsa piena di colpi di scena. Räikkönen conclude invece in terza posizione, a 15 secondi dall'australiano della Red Bull.
A Suzuka, dopo una qualifica segnata dallo spettacolare incidente di Kvjat che relega le "rosse" al quarto e sesto posto, Vettel e Räikkönen riescono a risalire la griglia fino ad attestarsi in terza e quarta posizione, dietro alle Mercedes e davanti alla Williams di Bottas.

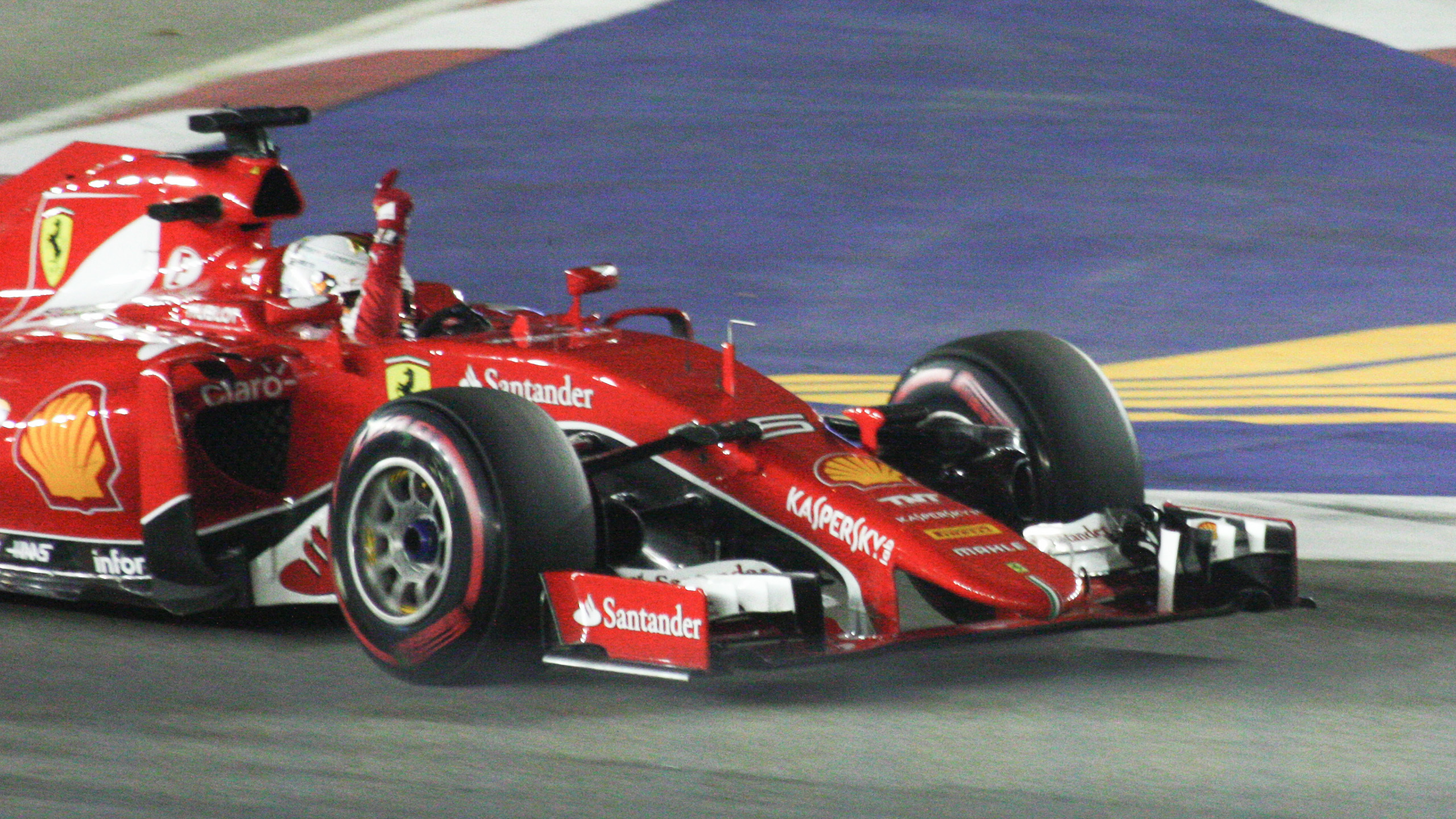
Vettel festeggia la sua prima pole position per il Cavallino nel Gran Premio di Singapore

In Russia le Ferrari si qualificano in quarta e quinta posizione, con il tedesco che precede il compagno di squadra. Alla partenza è tuttavia Räikkönen ad avere lo spunto migliore, riuscendo a portarsi al terzo posto. Due ripartenze infelici e una penalità di trenta secondi inflittagli per il contatto con Bottas lo relegano tuttavia in ottava posizione. Vettel invece, dopo aver sopravanzato il finlandese di Maranello nel corso del diciassettesimo giro, conclude al secondo posto facendo registrare il giro più veloce.
Molto deludente è invece la prova messicana, con entrambe le vetture ritirate per incidenti di gara. Nel GP successivo, ad Interlagos, le Rosse chiudono al terzo e al quarto posto (con il tedesco davanti al compagno di squadra) riuscendo oltretutto ad evitare l'onta del doppiaggio ad opera delle Frecce d'Argento. Tale risultato viene replicato, a parti inverse, nel finale di stagione: sulla pista di Abu Dhabi è infatti Raikkonen a precedere Vettel, resosi protagonista di un'impressionante rimonta dal 16º posto in griglia a seguito di una clamorosa eliminazione in Q1.
La SF15-T si è dimostrata complessivamente una vettura riuscita, l'unica in grado di infastidire le monoposto di Stoccarda in particolari circostanze e su determinati circuiti (Malesia, Ungheria e Singapore). La bontà del progetto è testimoniata dal secondo posto nel campionato costruttori (chiuso con 428 punti complessivi) e dalle posizioni finali dei due ferraristi nella classifica piloti. Vettel conclude la sua prima stagione in Rosso con 278 punti, tre vittorie e tredici podi che gli valgono la terza posizione finale. Raikkonen si dimostra invece meno costante del compagno di squadra, attestandosi alle spalle del tedesco con 150 punti e tre podi.

## Scheda tecnica
| Caratteristiche tecniche - Ferrari SF15-T                   | Caratteristiche tecniche - Ferrari SF15-T                                                  | Caratteristiche tecniche - Ferrari SF15-T                                                  | Caratteristiche tecniche - Ferrari SF15-T                                                                        | Caratteristiche tecniche - Ferrari SF15-T                                                                        | Caratteristiche tecniche - Ferrari SF15-T                                                                        |
| Configurazione                                              | Configurazione                                                                             | Configurazione                                                                             | Configurazione                                                                                                   | Configurazione                                                                                                   | Configurazione                                                                                                   |
| ----------------------------------------------------------- | ------------------------------------------------------------------------------------------ | ------------------------------------------------------------------------------------------ | --- | --- | --- |
| Carrozzeria: monoposto                                      | Carrozzeria: monoposto                                                                     | Posizione motore: centrale                                                                 | Posizione motore: centrale                                                                                       | Trazione: posteriore                                                                                             | Trazione: posteriore                                                                                             |
| Dimensioni e pesi                                           |                                                                                            |                                                                                            | | | |
| Ingombri (lungh.×largh.×alt. in mm): 4800 × 1800 × 850      | Ingombri (lungh.×largh.×alt. in mm): 4800 × 1800 × 850                                     | Ingombri (lungh.×largh.×alt. in mm): 4800 × 1800 × 850                                     | Ingombri (lungh.×largh.×alt. in mm): 4800 × 1800 × 850                                                           | Diametro minimo sterzata:                                                                                        | Diametro minimo sterzata:                                                                                        |
| Posti totali: 1                                             | Posti totali: 1                                                                            | Bagagliaio: assente                                                                        | Bagagliaio: assente                                                                                              | Serbatoio: 100 kg                                                                                                | Serbatoio: 100 kg                                                                                                |
| Meccanica                                                   |                                                                                            |                                                                                            | | | |
| Tipo motore: Ferrari 060 V6 turbo ibrido con bancate di 90° | Tipo motore: Ferrari 060 V6 turbo ibrido con bancate di 90°                                | Tipo motore: Ferrari 060 V6 turbo ibrido con bancate di 90°                                | Cilindrata: 1600 cm³                                                                                             | Cilindrata: 1600 cm³                                                                                             | Cilindrata: 1600 cm³                                                                                             |
| Distribuzione: pneumatica                                   | Distribuzione: pneumatica                                                                  | Distribuzione: pneumatica                                                                  | Alimentazione: 500 bar-diretta (1 iniettore per cilindro)                                                        | Alimentazione: 500 bar-diretta (1 iniettore per cilindro)                                                        | Alimentazione: 500 bar-diretta (1 iniettore per cilindro)                                                        |
| Prestazioni motore                                          | Potenza: 880 CV / Coppia: 420 N/m                                                          | Potenza: 880 CV / Coppia: 420 N/m                                                          | Potenza: 880 CV / Coppia: 420 N/m                                                                                | Potenza: 880 CV / Coppia: 420 N/m                                                                                | Potenza: 880 CV / Coppia: 420 N/m                                                                                |
| Accensione: Magneti Marelli Statica                         | Accensione: Magneti Marelli Statica                                                        | Accensione: Magneti Marelli Statica                                                        | Impianto elettrico: Magneti Marelli                                                                              | Impianto elettrico: Magneti Marelli                                                                              | Impianto elettrico: Magneti Marelli                                                                              |
| Frizione: multidisco                                        | Frizione: multidisco                                                                       | Frizione: multidisco                                                                       | Cambio: sequenziale longitudinale Ferrari a 8 marce + RM, con comando elettrico semiautomatico a doppia frizione | Cambio: sequenziale longitudinale Ferrari a 8 marce + RM, con comando elettrico semiautomatico a doppia frizione | Cambio: sequenziale longitudinale Ferrari a 8 marce + RM, con comando elettrico semiautomatico a doppia frizione |
| Telaio                                                      |                                                                                            |                                                                                            | | | |
| Corpo vettura                                               | in materiale composito a nido d'ape con fibra di carbonio                                  | in materiale composito a nido d'ape con fibra di carbonio                                  | in materiale composito a nido d'ape con fibra di carbonio                                                        | in materiale composito a nido d'ape con fibra di carbonio                                                        | in materiale composito a nido d'ape con fibra di carbonio                                                        |
| Sospensioni                                                 | anteriori: pull-rod / posteriori: pull-rod                                                 | anteriori: pull-rod / posteriori: pull-rod                                                 | anteriori: pull-rod / posteriori: pull-rod                                                                       | anteriori: pull-rod / posteriori: pull-rod                                                                       | anteriori: pull-rod / posteriori: pull-rod                                                                       |
| Freni                                                       | anteriori: Freni a disco Brembo in carbonio / posteriori: Freni a disco Brembo in carbonio | anteriori: Freni a disco Brembo in carbonio / posteriori: Freni a disco Brembo in carbonio | anteriori: Freni a disco Brembo in carbonio / posteriori: Freni a disco Brembo in carbonio                       | anteriori: Freni a disco Brembo in carbonio / posteriori: Freni a disco Brembo in carbonio                       | anteriori: Freni a disco Brembo in carbonio / posteriori: Freni a disco Brembo in carbonio                       |
| Pneumatici                                                  | Pirelli / Cerchi: O.Z. da 13 in                                                            | Pirelli / Cerchi: O.Z. da 13 in                                                            | Pirelli / Cerchi: O.Z. da 13 in                                                                                  | Pirelli / Cerchi: O.Z. da 13 in                                                                                  | Pirelli / Cerchi: O.Z. da 13 in                                                                                  |
| Prestazioni dichiarate                                      |                                                                                            |                                                                                            | | | |
| Velocità: 330 km/h                                          | Velocità: 330 km/h                                                                         | Velocità: 330 km/h                                                                         | Accelerazione:                                                                                                   | Accelerazione:                                                                                                   | Accelerazione:                                                                                                   |
| Consumi                                                     | 2 Kg/giro                                                                                  | 2 Kg/giro                                                                                  | 2 Kg/giro | 2 Kg/giro | 2 Kg/giro |
| Altro                                                       |                                                                                            |                                                                                            | | | |
| Energia batteria (a giro) 4 MJ                              | Sistema ERS                                                                                | Sistema ERS                                                                                | Sistema ERS | Sistema ERS | Sistema ERS |
| Potenza MGU-K: 120 kW                                       | Giri max MGU-K: 50 000 giri/min Giri max MGU-H: 125 000 giri/min                           | Giri max MGU-K: 50 000 giri/min Giri max MGU-H: 125 000 giri/min                           | Giri max MGU-K: 50 000 giri/min Giri max MGU-H: 125 000 giri/min                                                 | Giri max MGU-K: 50 000 giri/min Giri max MGU-H: 125 000 giri/min                                                 | Giri max MGU-K: 50 000 giri/min Giri max MGU-H: 125 000 giri/min                                                 |
| Fonte dei dati: Scuderia Ferrari Santander                  |                                                                                            |                                                                                            | | | |

## Piloti
| Piloti ufficiali     | Piloti ufficiali  | Piloti ufficiali  |
| Nazione              | Nome              | Numero            |
| -------------------- | ----------------- | ----------------- |
| Germania (bandiera)  | Sebastian Vettel  | 5                 |
| Finlandia (bandiera) | Kimi Räikkönen    | 7                 |
| Collaudatori         |                   |                   |
| Nazione              | Nome              | Nome              |
| Messico (bandiera)   | Esteban Gutiérrez | Esteban Gutiérrez |
| Francia (bandiera)   | Jean-Éric Vergne  | Jean-Éric Vergne  |
| Spagna (bandiera)    | Marc Gené         | Marc Gené         |
| Italia (bandiera)    | Davide Rigon      | Davide Rigon      |

## Risultati in Formula 1
| Anno | Team             | Motore  | Gomme | Piloti    |     |   |   |   |   |   |   |     |   |     |     |   |   |   |   |     |     |   |   | Punti | Pos. |
| ---- | ---------------- | ------- | ----- | --------- | --- | - | - | - | - | - | - | --- | - | --- | --- | - | - | - | - | --- | --- | - | - | ----- | ---- |
| 2015 | Scuderia Ferrari | Ferrari | P     | Vettel    | 3   | 1 | 3 | 5 | 3 | 2 | 5 | 4   | 3 | 1   | 12* | 2 | 1 | 3 | 2 | 3   | Rit | 3 | 4 | 428   | 2º   |
| 2015 | Scuderia Ferrari | Ferrari | P     | Räikkönen | Rit | 4 | 4 | 2 | 5 | 6 | 4 | Rit | 8 | Rit | 7   | 5 | 3 | 4 | 8 | Rit | Rit | 4 | 3 | 428   | 2º   |